# Foro Gaidar

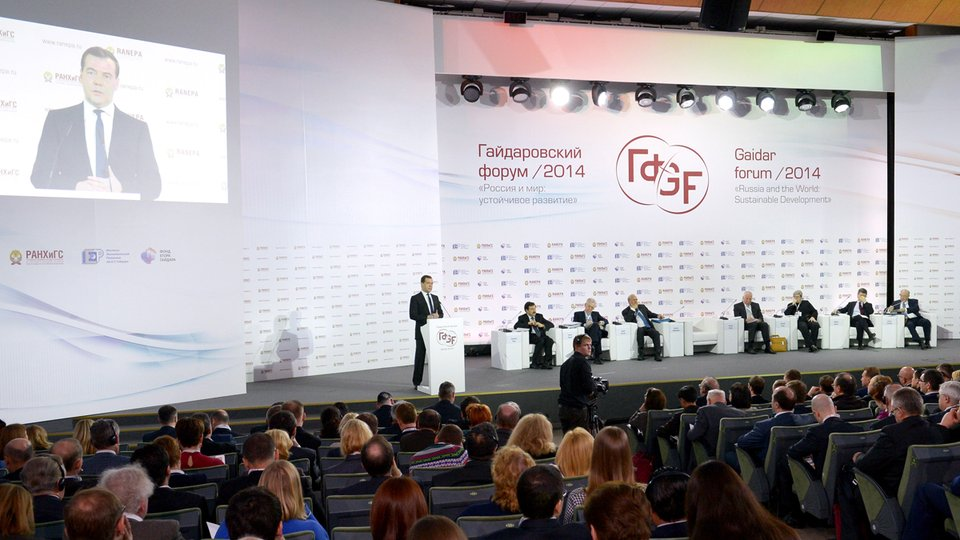
V Foro Gaidar

El Foro Gaidar es uno de los mayores eventos científicos anuales del nivel internacional celebrado en Rusia en materia de economía. El Foro se celebra desde el año 2010 en memoria de Yegor Gaidar, el científico y economista, ideólogo de reformas rusas de los principios de los años 1990s . Durante este tiempo el Foro se convirtió en un acto político y económico central en la vida del país. Lugar del evento: La Academia Presidencial Rusa de economía nacional y administración pública.

## Acerca del Foro

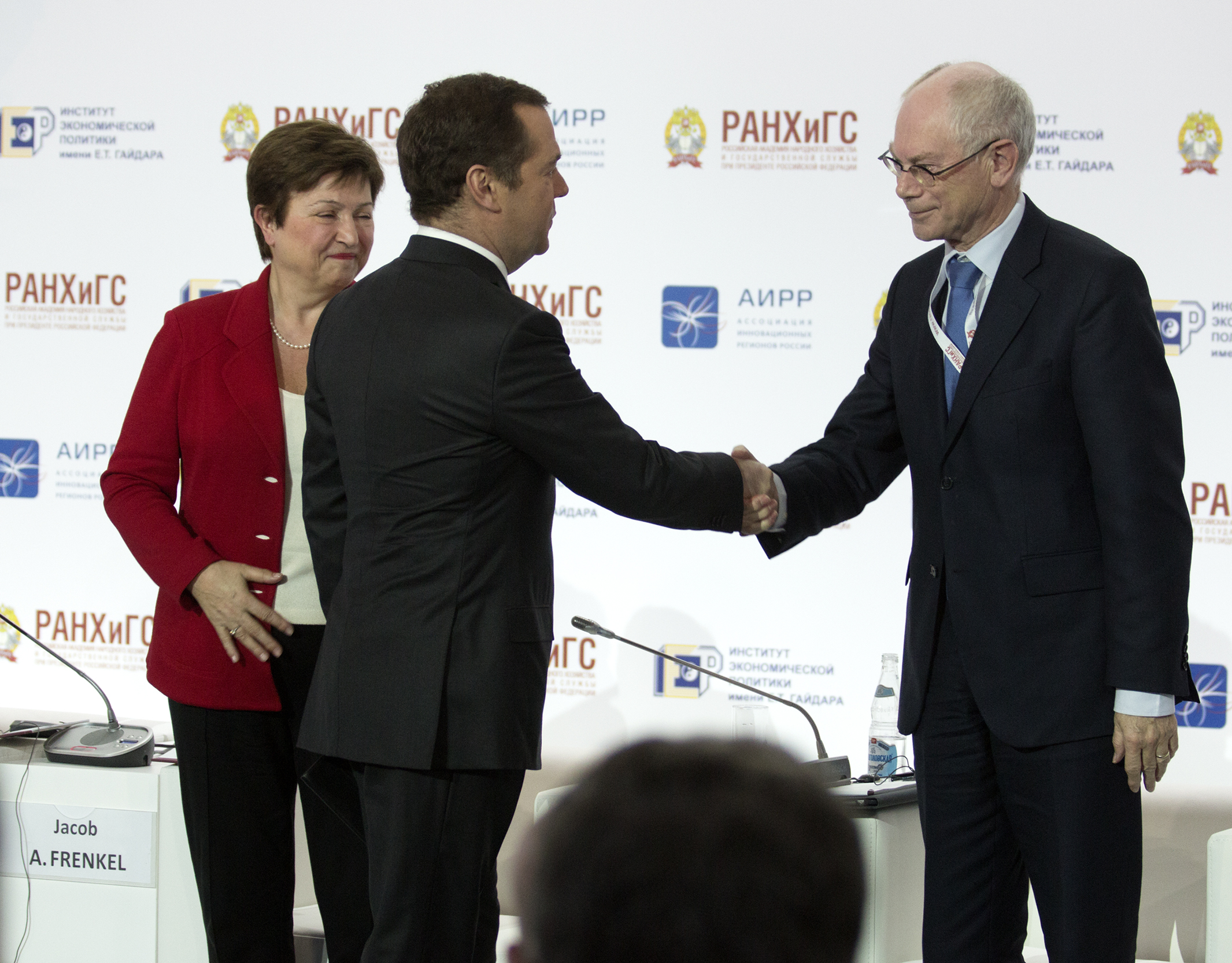
Herman Van Rompuy en el IX Foro en 2018

El Foro es una plataforma intelectual única que reúne a teóricos y practicantes,  científicos y los políticos líderes del mundo, representantes de la comunidad financiera más importante y la élite empresarial mundial. Cada año las personalidades del mundo de economía, laureados de premios Nobel, los mejores profesores de Universidades líderes (Harvard, Stanford, MIT, etc.), representantes de la clase política rusa llegan a Moscú para visitar la Academia Presidencial Rusa de economía nacional y administración pública. El Foro acoge a todos quienes establecen el orden mundial global e influye sobre el desarrollo socioeconómico de las regiones y países por medio de sus logros avanzados en materia de ciencia económica.  En los medios de información rusos el Foro Gaidar firmemente reserva una reputación del así llamado Foro Davos ruso, juzgando por la lista de participantes y el estatus de los expertos incluidos en la lista superior de conferencias económicas mundiales. Para los visitantes del extranjero el Foro sirve de una fuente importante de información sobre las principales tendencias en el desarrollo socioeconómico y político de Rusia, el estado de su esfera de negocios y barómetro del clima de inversiones. La participación de expertos nacionales permite determinar las perspectivas de crecimiento económico ulterior continuo y la integración de Rusia en la economía mundial.

## Objetivos y tareas del foro
Los objetivos del foro:
- atraer a los científicos y profesionales importantes del mundo para discusión conjunta sobre temas económicos y políticos;
- mantener un diálogo experto continuo en lo referente a los temas políticos y económicos;
- reflejar las tendencias principales y acontecimientos clave de la economía y la política nacional y mundial;
- elaborar propuestas estratégicas y recomendaciones sobre el desarrollo de la economía nacional;
- reservar la posición firme de Rusia en el mapa intelectual económico del mundo y el estatus de un centro importante de debates económicos globales del nivel más alto.

Discusiones del Foro están enfocadas en las cuestiones más apremiantes del día. El hincapié se hace en temas relacionados con la comprensión de la situación y el papel estratégico de Rusia en el mundo. Con el tiempo, el Foro se convirtió en un lugar donde se han divulgado y han sido objeto de pensamiento crítico las políticas económicas internas y externas de Rusia planeadas para el año próximo.

## Organizadores del foro
La Academia Presidencial Rusa de economía nacional y administración pública es una de las principales universidades de Rusia que implementa el programa de educación superior profesional y adicional en el campo de la formación de especialistas altamente cualificados (economistas, financieros, banqueros, abogados, gerentes). La Academia es un centro importante de investigación y consultoría que colabora con autoridades y empresas comerciales.
El Instituto de política económica llamado en honor de Yegor Gaidar (Instituto Gaidar) fue establecido a finales del año 1990 (en aquella época llamado el Instituto de la política económica de economía nacional de la URSS y más tarde el Instituto del período transitorio). Hasta el mes de diciembre del año 2009 el Instituto estaba encabezado por Ye.T. Gaidar. El Instituto Gaidar ha experimentado varias épocas, pero siempre ha sido demandado por las élites políticas y económicas del país. Su personal es capaz de combinar en sus actividades las elaboraciones teóricas y estudios aplicados en materia de política y economía y adherirse estrictamente a las normas siguientes: todas las elaboraciones teóricas deben ser realizadas en proyectos de leyes o decretos. El IPE Ye.T. Gaidar lleva a cabo investigaciones fundamentales y aplicadas en las siguientes materias: macroeconomía y finanzas; desarrollo del sector real; formación de instituciones públicas; problemas de propiedad y gestión corporativa; economía política; problemas del desarrollo regional; política agrícola; investigación jurídica (incluyendo el peritaje y elaboración de instrumentos reglamentarios).

## Participantes del Foro
En los medios de información el Foro Gaidar muy a menudo lo llaman «el Davos ruso», dada la calidad de los participantes y el estatus de expertos. Para los participantes extranjeros el Foro sirve de una fuente importante de información sobre las principales tendencias en el desarrollo socioeconómico y político de Rusia, condiciones de negocios y el clima de inversiones en el país. Para los participantes nacionales el Foro permite determinar las perspectivas de crecimiento económico continuo y la integración de Rusia en la economía mundial.
En el curso del foro anual se organizan actividades de varios niveles y escalas: plenos, mesas redondas de expertos, debates. Los moderadores del Foro son los representantes del Gobierno de la Federación Rusa, las autoridades regionales, los economistas principales nacionales y extranjeros. Una de las características importantes del Foro es la implicación activa de los estudiantes e investigadores jóvenes como participantes de discusiones y conferenciantes en el proceso de trabajo. Según la tradición, el último día del Foro se dedica íntegramente a los discursos de los jóvenes.

## El Premio «El evento de negocios del año»
En el año 2013, Foro Gaidar fue reconocido como el evento de negocios del año y ganó el Premio de «The Moscow Times Awards». El 10 de noviembre del año 2013 el Rector de la Academia Rusa de Economía Nacional y Administración Pública Vladímir Mau recibió el Premio de las manos del moderador de la ceremonia Vladímir Pósner. El Jurado fue compuesto del Editor Jefe de «The Moscú Times» Andrew MacChesney, los Presidentes de las Cámaras de Comercio Rusa-Británica, Rusa-Francés y Rusa-Alemán Alan Thompson,  Pavel Shinsky y Michael Harms, el miembro del Consejo de la Cámara de Comercio de los EE. UU. Peter B. Nekarsulmer y otros expertos.

## Historia del Foro
A la decisión de celebrar el Foro Gaidar hace varios años le precedieron conferencias internacionales en gran escala organizadas por la Academia Presidencial (antes llamada la Academia de economía nacional adjunta al Gobierno de la Federación Rusa, AEN) y el Instituto de política económica Yegor Gaidar (en aquella época llamado el Instituto del período transitorio, el IPT).

### 2010
Del 21 al 23 de enero se celebró la primera Conferencia que se llamaba «Rusia y el mundo: retos de la década nueva», dedicada a la memoria de Yegor Gaidar. El evento fue un hito para el país; durante las discusiones los expertos líderes trataron de las tendencias clave en la economía mundial en el período de inestabilidad global. En el curso del diálogo los expertos analizaron los mecanismos básicos de la existencia de los países bajo las circunstancias creadas y definieron las vías de mejora de las economías. En las discusiones participaron el primer Vicepresidente del Gobierno Ígor Shuválov, la ministra del desarrollo económico de la Federación Rusa (el año 2010) Elvira Nabiullina, el Gerente y Presidente del Consejo Administrativo de Sberbank de la Federación Rusa Guerman Gref, el expresidente del Consejo de Ministros de Finlandia Esko Aho, el jefe de la Administración Presidencial de la Federación Rusa  (el año 2010) Serguey Narishkin.

### 2011
Del 16 al 19 de marzo se celebró la segunda Conferencia que en el año 2011 se adquirió el estatus de foro internacional. El Foro Gaidar llamado «Rusia y el mundo: en busca de estrategia innovadora»  reunió en discusiones más de un centenar de expertos de escala internacional. Los temas principales discutidos en el Foro fueron las cuestiones de las bases institucionales de la economía innovadora, nuevas exigencias en lo referente a las instituciones políticas y políticas financieras acompañadas, retos sociales de modernización, modelos regionales de desarrollo de innovación, así como la determinación de los puntos de crecimiento innovador. Participaron en diálogos el primer Vicepresidente del Gobierno de la Federación Rusa ígor Shuválov, el Ministro de Finanzas de la Federación Rusa (en el año 2011) Alekséi Kudrin, Vicepresidente del Gobierno de la Federación Rusa Aleksandr Zhúkov, el jefe de la Administración Presidencial de la Federación Rusa (en el año 2010) Serguey Narishkin.

### 2012

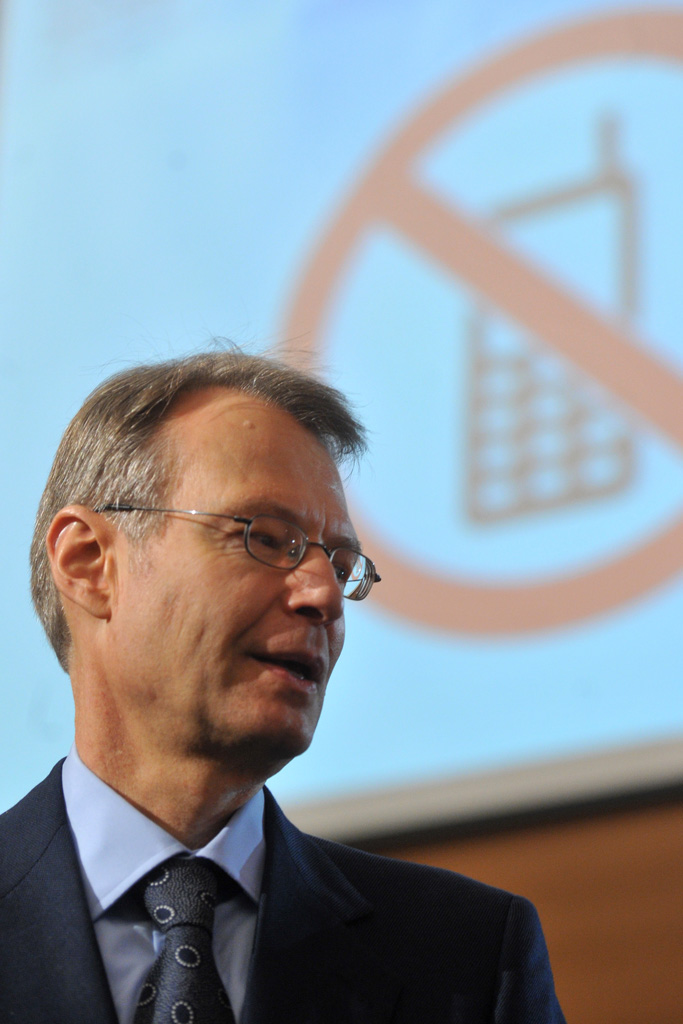
Yuha Kahonen en el foro en 2012

Del 18 al 21 de enero se celebró el tercer Foro Gaidar en el que tuvo lugar la Conferencia Internacional «Rusia y el mundo: 2012-2020». Los debates expertos se enfocaron en el trabajo de los grupos de expertos para la actualización de la «Estrategia del desarrollo socio-económico de Rusia para el período hasta el año 2020». Tomaron parte en las discusiones del Foro Gaidar más de dos mil participantes rusos y extranjeros. Intervinieron en calidad de expertos la ministra del desarrollo económico de la Federación Rusa (en el año 2012) Elvira Nabiúlina, el Ministro del desarrollo regional de la Federación Rusa (en el año 2012) Viktor Basargin, el Presidente y Gerente del Sberbank de Rusia Guerman Gref, el vicepresidente del Banco Mundial para Europa y Asia Central Philippe Le Houerou. El Foro fue monitoreado por unos 400 periodistas. El Foro reunió a más de 2 mil participantes rusos y extranjeros, su trabajo fue monitoreado por unos 400 periodistas.

### 2013
Del 16 al 19 de enero se celebró el cuarto Foro Gaidar llamado «Rusia y el mundo: retos de la integración», cuyo tema principal fue la integración de la economía rusa en el sistema económico mundial, la mejora del clima de negocios en Rusia y las perspectivas de empresas rusas en el mercado internacional. En el Foro Gaidar -2013 intervinieron más de 250 expertos de 38 países del mundo. Las plataformas del evento contaron con la presencia de más de 3500 personas. Los huéspedes fueron el Premio Nobel en materia de economía Roberto Mandell, el director del Departamento de pronóstico económico del Banco Mundial Hans Timmer, el vicepresidente del Banco Mundial Otaviano Canuto, el director general de la Organización Mundial del comercio Pascál Lami, el director general del Departamento de indicadores globales y análisis del Banco Mundial Augusto López-Claros, el Secretario General de la Organización para la cooperación y desarrollo económico Ángel Gurría.  La plataforma de discusión fue inaugurada por el Presidente del Gobierno de la Federación Rusa D.A. Medvédev. Junto con miembros del Gobierno de la Federación Rusa, titulares de sujetos del país, economistas líderes rusos y extranjeros, participaron en las sesiones del Foro Gaidar los eméritos de arte: el Presidente de la Academia de televisión rusa, el representante especial del Presidente de la Federación Rusa para la cooperación cultural internacional Mijaíl Shvidkoy, el Gerente artístico y Director del Teatro de variedades, artista del pueblo de Rusia Guennadiy Jasánov.

### 2014

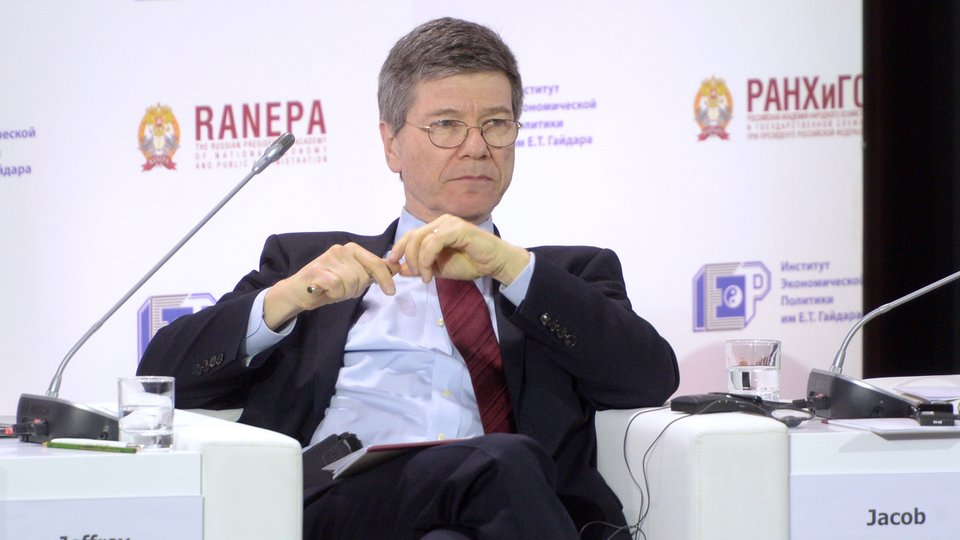
Jeffrey Sachs en 2014

Del 15 al 18 de enero se celebró el quinto Foro Gaidar dedicado a la cuestión importante de actualidad referida al desarrollo estable. En la Conferencia llamada «Rusia y el mundo: desarrollo estable» se discutían las cuestiones de crecimiento económico en el contexto de cambios globales, su capacidad y habilidad para gestión eficaz, los riesgos del emprendimiento innovador, nueva industrialización, contradicciones de economías de recursos y los efectos inunívocos de modernización del desarrollo económico y sociopolítico de la sociedad. El debate contó con la presencia del Presidente del Gobierno de la Federación Rusa Dmítriy Medvédev, el primer Vicepresidente del Gobierno de la Federación Rusa ígor Shuválov, el Ministro del desarrollo económico de la Federación Rusa Alekséi Ulukáev, el Ministro de Finanzas de la Federación Rusa Antón Siluánov. Intervinieron en el Foro el Presidente de la Universidad de Bocconi, El senador vitalicio, el Presidente del Consejo de Ministros de Italia de 2011-2013 Mario Monti; el Secretario General de Organización para la cooperación y desarrollo económico Ángel Gurría, el Presidente de la República Checa de 2003-2013 Vátslav Claus, la vicepresidenta del Banco Mundial para el desarrollo estable Réychel Káit, el Presidente de «J.P. Morgan Chase international» Yakov Frenkel, el director del Instituto de tierra de la Universidad de Colombia Jeffrey Sachs. El Foro Gaidar - 2014 ha sido mencionado más de 300 veces en los medios de comunicación extranjeros y 5500 veces en los medios de comunicación rusos.
El Foro tuvo lugar del 15 al 18 de enero y fue dedicado a uno de los temas de actualidad más importantes que es el desarrollo estable. En la Conferencia llamada «Rusia y el mundo: desarrollo estable» se discutían las cuestiones de crecimiento económico en el contexto de cambios globales, su capacidad y habilidad para gestión eficaz, los riesgos del emprendimiento innovador, nueva industrialización, contradicciones de economías de recursos y los efectos inunívocos de modernización del desarrollo económico y sociopolítico de la sociedad. Los participantes del Foro: El Presidente del Gobierno de la Federación Rusa Dmítriy Medvédev, el Secretario General de Organización para la cooperación y desarrollo económico Ángel Gurría, la vicepresidenta del Banco Mundial para el desarrollo estable Réychel Káit, el Presidente de la República Checa de 2003-2013 Václav Klaus, el Presidente del Consejo de Ministros de Italia de 2011-2013, el Presidente de la Universidad de Bocconi Mario Monti, el Presidente de «J.P. Morgan Chase International» Jacob A. Frenkel, el Rector de la Academia Rusa de Economía Nacional y Administración Pública, moderador de la discusión plenaria V.A. Маu[3].

### 2015
Del 14 al 16 de enero se celebró el Foro anual Gaidar. Este año el foro ha tenido el título común «Rusia y el mundo: un vector nuevo». El tema principal para los debates ha sido el de los problemas macroeconómicos y tendencias básicas del desarrollo económico del mundo moderno. En particular, las cuestiones principales para todos los países han sido los de demografía y migración, políticas financieras y perspectivas del desarrollo de China como uno de los países jugadores importantes de nivel mundial. Ha tenido lugar la discusión del sector real de la economía rusa y los problemas de su desarrollo. Uno de los debates más urgentes ha sido la discusión de las perspectivas de la economía rusa en las condiciones de sanciones y petróleo que se está abaratando, en particular, los problemas del desarrollo del sector de petróleo y gas, la integración de agricultura en las cadenas de alimentos, de colaboración económica euroasiática y búsqueda de nuevos enfoques para atraer inversiones y gestionar la política monetaria y credítica.
Solamente en el plazo de 3 días de trabajo del Foro Gaidar-2015 lo visitaron 5703 personas. El número de participantes en el año 2015 creció en 20% en comparación con el año pasado (en 2014 lo visitaron 4765 personas). El número de mensajes sobre el Foro Gaidar-2015 en los medios de comunicación durante el año superó 11.000. La proporción de referencias aumentó en más de 70% en comparación con el 2014. Es el crecimiento más alto entre todos los foros principales. El evento contó con la presencia de 900 periodistas, 60 de ellos fueron extranjeros. El foro contó con presencia de periodistas el número de los cuales fue en 1,5 veces más en comparación con el año anterior, y casi se ha duplicado el número de representantes de los medios de comunicación extranjeros. Los mensajes sobre el Foro Gaidar fueron publicados en 81 sujetos de la Federación Rusa, en la prensa de idioma ruso publicada en 18 países y en más de 10 idiomas de los medios de comunicación extranjeros.

### 2016
El Foro Gaidar-2016 llamado «Rusia y el mundo: una mirada hacia el futuro» tradicionalmente se celebró dentro de los muros de la Academia Presidencial del 13 al 15 de enero del año 2016. Durante tres días de trabajo, el foro contó con más 13,7 mil personas, entre ellas fueron 817 extranjeros. Esto es en 19% más con comparación con el año anterior. En el año 2016, en el Foro Gaidar ha sido acreditado un número récord de representantes de los medios de comunicación, es decir 1350 periodistas, que es 30% más que fue en el año 2015. A la fecha del 18 de enero fueron publicados más de 10 mil mensajes en los medios de comunicación. Entre los participantes del foro fueron los representantes del Gobierno de la Federación Rusa y la Duma del Estado:
- El Presidente del Gobierno de la Federación Rusa Dmítriy Medvédev;
- El Presidente de la Duma del Estado y la Junta de Síndicos de la Academia Rusa de Economía Nacional y Administración Pública Serguey Narishkin;
- El Primer Vicepresidente del Gobierno de la Federación Rusa ígor Shuválov;
- el Presidente de la Comisión de la Duma del Estado de la Federación Rusa para la legislación constitucional e institucionalización Vladímir Pliguin;
- el Presidente de la Comisión de la Duma del Estado de la Federación Rusa para el presupuesto e impuestos Andrey Makárov;
- el Ministro de Finanzas de la Federación Rusa Anton Germanovich Siluanov Anton Siluanov;
- el Ministro del desarrollo económico de la Federación Rusa Alekséi Ulukáev;
- el Ministro de la industria y comercio de la Federación Rusa Denís Mantúrov;
- el Ministro de transporte de la Federación Rusa Maxim Sokolov;
- el Ministro de energía de la Federación Rusa Aleksandr Nóvak;
- la ministra de sanidad de la Federación Rusa Veronika Skvortsova;
- el Ministro e la Federación Rusa Mijaíl Abísov;
- el Ministro de la Federación Rusa para los asuntos del Cáucaso Norte Lev Kusnetsov;
- el Ministro de la Federación Rusa para el desarrollo del Oriente Extremo Aleksandr Galushka y otros.

También, en el Foro Gaidar participaron 18 titulares de regiones de Rusia. Además de los representantes de autoridades, el Foro causó una repercusión fuerte entre la comunidad empresarial: en las reuniones del Foro Gaidar-2016 participaron 37 Gerentes de corporaciones rusas y extranjeras. En el curso del foro fueron celebrados 79 debates y mesas redondas y también se realizaron 622 discursos expertos cubriendo todo el espectro de puntos de vista sobre el desarrollo socioeconómico del país. Según la tradición, el Foro Gaidar fue celebrado con una amplia participación de los expertos extranjeros, es decir, en el foro participaron 69 profesores catedráticos extranjeros de las universidades líderes del mundo y 174 diplomáticos. Entre los invitados de honor extranjeros del Foro fue el Presidente de Grecia Prokopis Pavlopoulos. El Rector del Academia Rusa de Economía Nacional y Administración Pública Vladímir Mau le entregó el diploma de Catedrático honorífico de la Academia en materia de Estado y Derecho. La entrega tuvo lugar en el curso del debate llamado «El papel del parlamentarismo en la economía» y moderado por el Presidente de la Duma del Estado de la Asamblea Federal de la Federación Rusa Serguey Narishkin.

## Enlaces
- La Academia Rusa de Economía Nacional y Administración Pública adjunta al Presidente de la Federación Rusa adjunta al Presidente de la Federación Rusa
- El Instituto de la política económica Ye.T. Gaidar
- El monitoreo hecho por los Medios de comunicación en lo referente del Foro de 2011-2015
- El monitoreo y publicación del Foro Gaidar del año 2016

- Datos: Q19909377
- Multimedia: Gaidar Forum / Q19909377